# True Widow
True Widow — американський рок-гурт, що сформувався 2007 року в Далласі, штат Техас.

## Біографія
Гурт, який описує свій власний стиль повільної, важкої й гіпнотичної музики як «стоунгейз» (англ. stonegaze), виник у листопаді 2007 року. Філліпс раніше виконував роль гітариста і соліста більш інді-рок-орієнтованого далласького гурту Slowride. Перший, епонімічний студійний альбом гурту True Widow вийшов 2008 року під техаським інді-лейблом звукозапису — End Sounds. Гурт провів музичне турне по США на початку 2011 року, виступаючи на розігріві у гуртів Surfer Blood та …And You Will Know Us by the Trail of Dead, і пізніше того ж року — на розігріві в гуртів Boris та Asobi Seksu. У травні 2012 року гурт взяв участь у музичному турі, проведеному спільно з Куртом Вайлом. Третій альбом True Widow, Circumambulation, вийшов у липні 2013 року під лейблом Relapse Records, який підписав контракт із гуртом у січні 2013 року. Альбом записали в студії Echo Lab у містечку Аргайл, Техас, за участі музичного продюсера і звукорежисера Мета Пенса, який також займався продюсуванням їхнього другого, а пізніше — й четвертого студійних альбомів. Четвертий студійний альбом гурту, Avvolgere, вийшов 2016 року під лейблом Relapse Records.

## Дискографія

### Альбоми
- True Widow (End Sounds, 2008)
- As High As the Highest Heavens and From the Center to the Circumference of the Earth (Kemado, 2011)[1]
- Circumambulation (Relapse, 2013)[3]
- Avvolgere (Relapse, 2016)[5]

### Міні-альбоми
- I.N.O. (12") (Kemado, 2011)
- Violitionist Sessions (Violitionist Sessions, 2011)

### Сингл
- «Skull Eyes» (промо-CD) (Kemado, 2011)

### Відеокліпи
- «AKA» (2009) (знято у Швеції)
- «Skull Eyes» (2011)
- «S: H:S» (2013)
- «Theurgist» (2016)
- «F. W. T. S: L. T. M.» (2016)